# Pali się
«Pali się» — сингл польського фольк-гурту «Tulia», випущений восени 2018 року з перевиданим дебютним альбомом «Tulia». Авторами композиції є Соня Красний та Надя Далін.
8 березня 2019 відбулася прем'єра нової, двомовної польсько-англійською версією «Fire of Love», з якою гурт представляв Польщу на 64-му пісенному конкурсі «Євробачення» у Тель-Авіві. Аллан Річ та Джуд Фрідман написали англійськомовну частину тексту.

## Євробачення
28 січня 2019 було визначено, що Польща виступатиме в першому півфіналі в першій частині шоу. Вона виступила 4-ю, але не змогла ввійти до 10 найкращих і не пройшла до гранд-фіналу.